# خوان سمیناریو

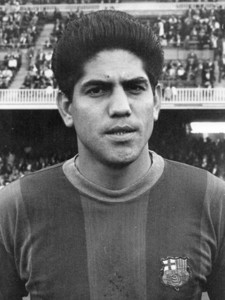
خوان سمیناریو

خوان سمیناریو (انگلیسی: Juan Seminario؛ زادهٔ ۲۲ ژوئیهٔ ۱۹۳۶) بازیکن فوتبال اهل پاراگوئه است.
از باشگاه‌هایی که در آن بازی کرده‌است می‌توان به باشگاه فوتبال سابادل، باشگاه فوتبال بارسلونا، باشگاه فوتبال فیورنتینا، باشگاه فوتبال رئال ساراگوسا، و باشگاه فوتبال اسپورتینگ پرتغال اشاره کرد.
وی همچنین در تیم ملی فوتبال پرو بازی کرده‌است.